# 孫登 (新朝)
孫登（？—26年），新朝末年东汉初年民变领袖。
铜马、青犊、尤来等军残部在上郡拥立孙登当皇帝。汉光武帝建武二年（26年），孙登被部下乐玄杀死，率领部众五万多人投降刘秀。

## 资料来源
- 《资治通鉴》汉纪：铜马、青犊、尤来余贼共立孙登为天子。登将乐玄杀登，以其众五万余人降。